# 鼻笛

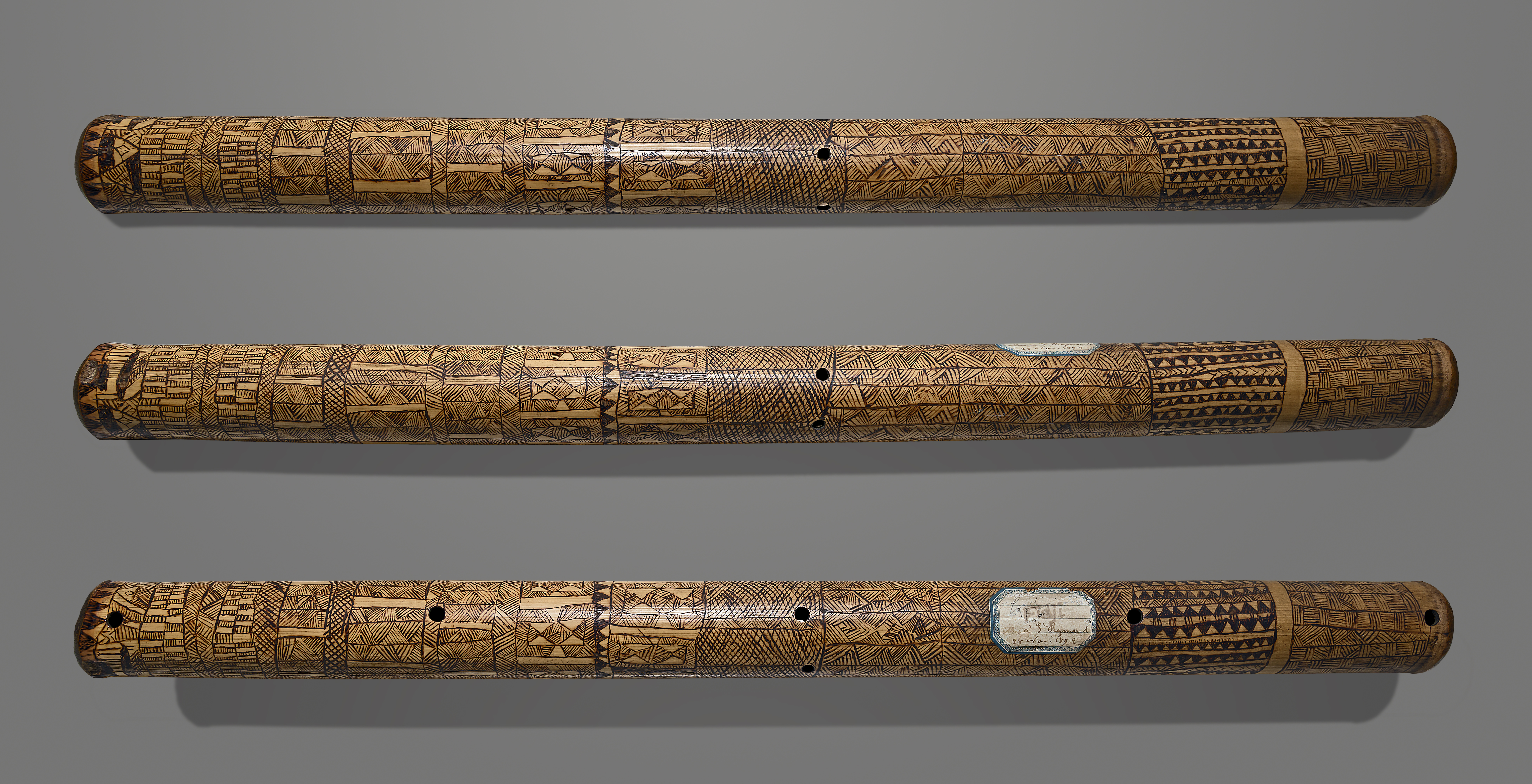
鼻笛

鼻笛泛指各種以鼻吹奏的樂器，通常具有以鼻吹氣的吹口，以及用以改變音高的指孔，亦有以控制氣速改變音高。
常見在於東南亞、大洋洲、歐洲、非洲的部族。東南亞傳統文化中，認為鼻笛灌注的是生命的氣息，不如嘴巴會說謊、飲食（象徵污穢），代表著生命、誠實、純粹。

## 各民族的鼻笛

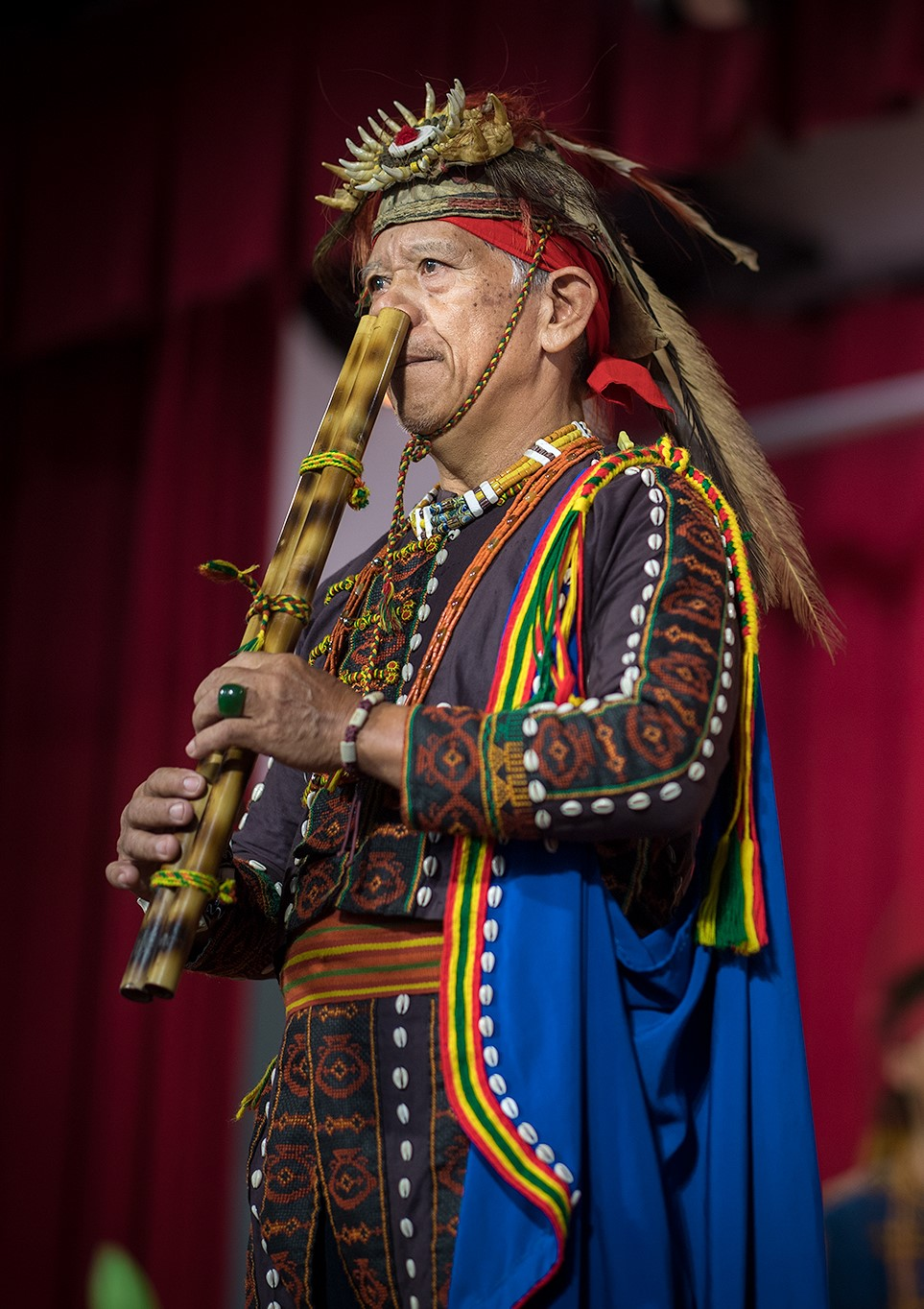
排灣的鼻笛演奏

- 海南黎族
在海南黎族苗族自治州的六十多萬黎族同胞有一種獨特的用鼻子来吹奏的簫，故稱為鼻簫，是黎族富有特色的邊棱氣鳴樂器，因用鼻孔吹奏而得名。黎語稱雖勞、屯卡、圓哈。
- 臺灣原住民
臺灣原住民樂器，包括阿美族、布農族、鄒族、排灣族、魯凱族、平埔族等，[1]，「長可二尺，亦有長三尺者；截竹竅四孔，通小孔於竹截之首，用鼻橫吹之，或如簫直吹。」[2]，多為單管，吹奏時以1手按音孔，另1手按鼻孔以集中氣息。排灣族有世界獨有的直吹式雙管鼻笛，一管無音孔以長奏低音，另一管開3、4音孔，吹奏需同時使用兩個鼻孔；用於婚喪、祭祀、迎客等場合。為排灣重要樂器，因排灣人認為，氣息乃生命的要素。
- 菲律賓人
卡林加族(Kalinga)、伊夫告族(Ifugao)以及馬度卡楊族(Madukayan)的鼻笛(當地念做「tongali」)，與台灣排灣族雙管鼻笛吹奏方法不同；其為只用一個鼻孔的竹製樂器，音色柔和而有四個孔(前三後一)，鼻子的吹口位於竹節眼上中間的圓形開口。[3]
- 夏威夷人
夏威夷人認為吃東西的嘴巴很髒，但鼻子卻很乾淨。他們也認為鼻子是靈魂進出身體之處。因此，他們認為用鼻笛吹出的音樂比一般笛子吹奏的更美妙。
- 毛利人
毛利人的鼻笛有4個演奏孔及1個繫繩小環。用嘴或鼻在彎口上吹奏出聲：用嘴吹時可產生共鳴音，用鼻吹時會發出一種更柔和的效果。在過去，笛聲和聖詩被用於減輕紋身時的痛苦。樂器可控制並活絡氣息（te ha），古毛利人認為，氣息乃生命的要素。

## 其他鼻笛
- 鼻笛-口腔驅動型

結構單純、體型小巧，以「邊棱效應」發聲。鼻腔吹奏，主要特色為藉由改變口腔容積以演奏各音高與旋律，有別於多數民族傳統鼻笛須以指法改變音高。概念來由、創造者無可考，已知第一個現代化的金屬鼻笛，是由William Carter於1891年11月19提出申請專利，1892年6月14日登記獲得專利。